# جيري ويلكيرسون
جيري ويلكيرسون (بالإنجليزية: Jerry Wilkerson)‏ هو رسام أمريكي، ولد في 5 سبتمبر 1943 في بومونت في الولايات المتحدة، وتوفي في 2 يونيو 2007 في سانت لويس في الولايات المتحدة بسبب سرطان.